# Шанондејл (Западна Вирџинија)
Шанондејл (енгл. Shannondale) насељено је место без административног статуса у америчкој савезној држави Западна Вирџинија.

## Демографија
По попису из 2010. године број становника је 3.358.
| Група             | 2000.    | 2010.         |
| Белци             | 0 (0,0%) | 3.099 (92,3%) |
| Афроамериканци    | 0 (0,0%) | 41 (1,2%)     |
| Азијати           | 0 (0,0%) | 28 (0,8%)     |
| Хиспаноамериканци | 0 (0,0%) | 111 (3,3%)    |
| Укупно            | 0        | 3.358         |